# Livro das Donas e Donzellas
Livro das Donas e Donzellas é um livro da escritora e teatróloga brasileira Júlia Lopes de Almeida publicado pela primeira vez no ano de 1906.

## Obra
A autora do livro, Júlia Lopes de Almeida é considerada até os dias de hoje uma das autoras mais vanguardistas de sua época na defesa dos direitos da emancipação feminina na sociedade brasileira e uma das idealizadoras da Academia Brasileira de Letras (ABL).
O livro emprega uma série de crônicas que trazem mulheres como protagonistas das histórias. No decorrer da obra, Almeida cria uma espécie de bondade em suas personagens femininas como uma maneira dessa característica ser o ápice da beleza de uma mulher.
Esta obra dialoga com um gênero literário muito comum no Brasil na virada do fim do século XIX e início do século XX em que a conduta da mulher ainda era muito associada ao lar e a submissão ao marido - muito marcada pelos traços patriarcais presentes na sociedade brasileira.

## Publicações
O livro foi publicado pela primeira vez no ano de 1906, na cidade do Rio de Janeiro - então capital federal do Brasil. Vinte anos depois da primeira publicação, o livro ganhou uma nova versão em 1926, com ilustrações de Jeanne Mahieu.
Nas décadas posteriores, o livro ganhou novas edições por diversas editoras.